# Margarida Pinto Correia
Maria Margarida Amado Pinto Correia (Lisboa, 30 de Abril de 1966) é uma atriz e jornalista portuguesa na área da televisão, imprensa e rádio, com larga experiência na intervenção social.

## Biografia
Filha do médico gastroenterologista José Pinto Correia, é irmã da bióloga Clara Pinto Correia. Com ela estreou-se jovem no teatro, no grupo Tira o Dedo do Croquete, com direcção, encenação e dramaturgia da irmã Clara.
Licenciada em Relações Internacionais pelo ISCSP. Iniciou a sua carreira jornalística em 1986. Foi diretora da revista TV Guia e dirigiu a Cosmopolitan, teve programas na Rádio Comercial, TSF, RTP e SIC.
De 2004 a 2013 foi administradora executiva da Fundação do Gil, onde se dedicou à reintegração social de crianças vítimas de doença crónica e internamentos prolongados. Aceitou o convite de Mega Ferreira de se tornar a cara mais visível da instituição.
Desde 2017 é directora de Inovação Social da Fundação EDP.

## Vida pessoal
Foi casada com o músico Luís Represas de 1998 a 2013, com quem teve 2 filhos, Nuno e José Alberto, tendo na família também os filhos anteriores de Luís, João e Carolina.

## Filmografia
- Actriz convidada, Médica em Onde Está Elisa?, TVI 2017
- Elenco fixo, Dra. Elisa em Doce Fugitiva, TVI 2006-2007
- Actriz convidada, Matilde Silveira em Inspector Max, TVI 2004
- Elenco adicional, Lurdes em Olá Pai!, TVI 2003
- Elenco fixo, Filipa em O Crime..., RTP 2001
- Actriz convidada, Patrícia em Sociedade Anónima, RTP 2001
- Elenco fixo, Rosália em Crianças SOS, TVI 2000
- Actriz convidada em Docas 2, RTP 1999
- Participação na sitcom As Lições do Tonecas, RTP 1998
- Participação na curta metragem O Assassino da Voz Meiga, de Artur Ribeiro, 1994
- Participação na curta metragem Uma Cidade Qualquer, de Joaquim Leitão, 1993

## Apresentação
- Encontro Marcado, SIC Mulher 2003
- O Concerto de Natal, RTP 2000
- Radar, RTP 1998-1999
- Férias de Verão, RTP 1998
- Mundo VIP, SIC 1996-1997
- Globos de Ouro 95, SIC 1996
- Frou-Frou, RTP 1995
- Jornal de Domingo, RTP 1994
- Jornal de Sábado, RTP 1993-1994
- Telejornal, RTP 1993
- 24 Horas, RTP 1992-1993
- Caderno Diário, RTP 1988-1990
- Tempos Modernos, RTP 1988
- Vivá Música, RTP 1987-1988

## Obras
- O outro lado do... Trópico de Câncer : é só pegar no carro e partir! : Marrocos (2007);
- O outro lado da... Toscana : é só pegar no carro e partir! : Itália  (2007);
- O Outro Lado da... Eslovénia e Croácia (2008);
- O melhor livro de culinária do mundo : ....pelo menos para nós! com Alexandra Sousa (2012).